# Parroquia de Santa Clara de Asís (Puebla)
La Parroquia de Santa Clara es una iglesia situada en el centro histórico de la ciudad de Puebla, en el estado mexicano de Puebla.

## Galería de imágenes

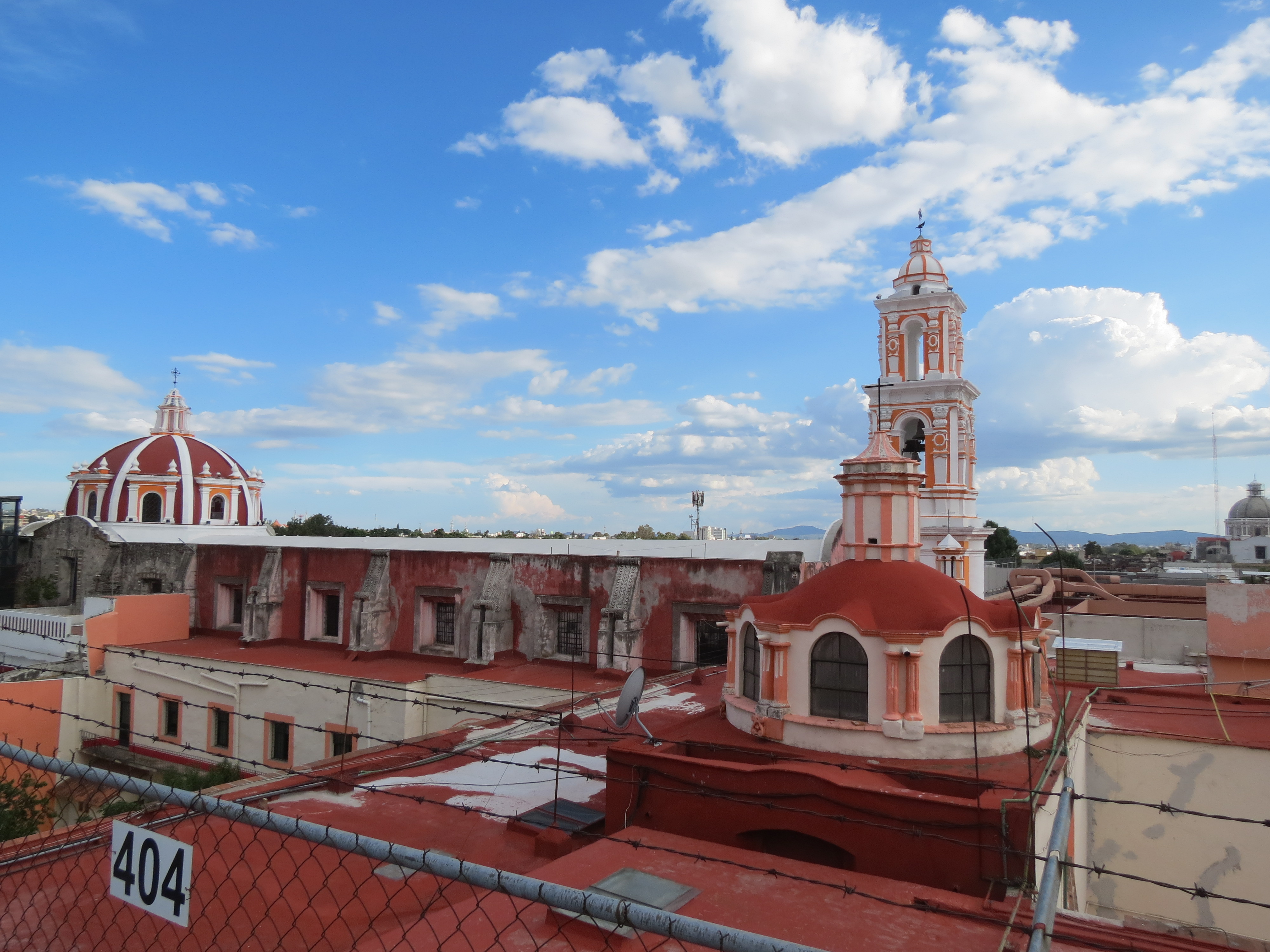
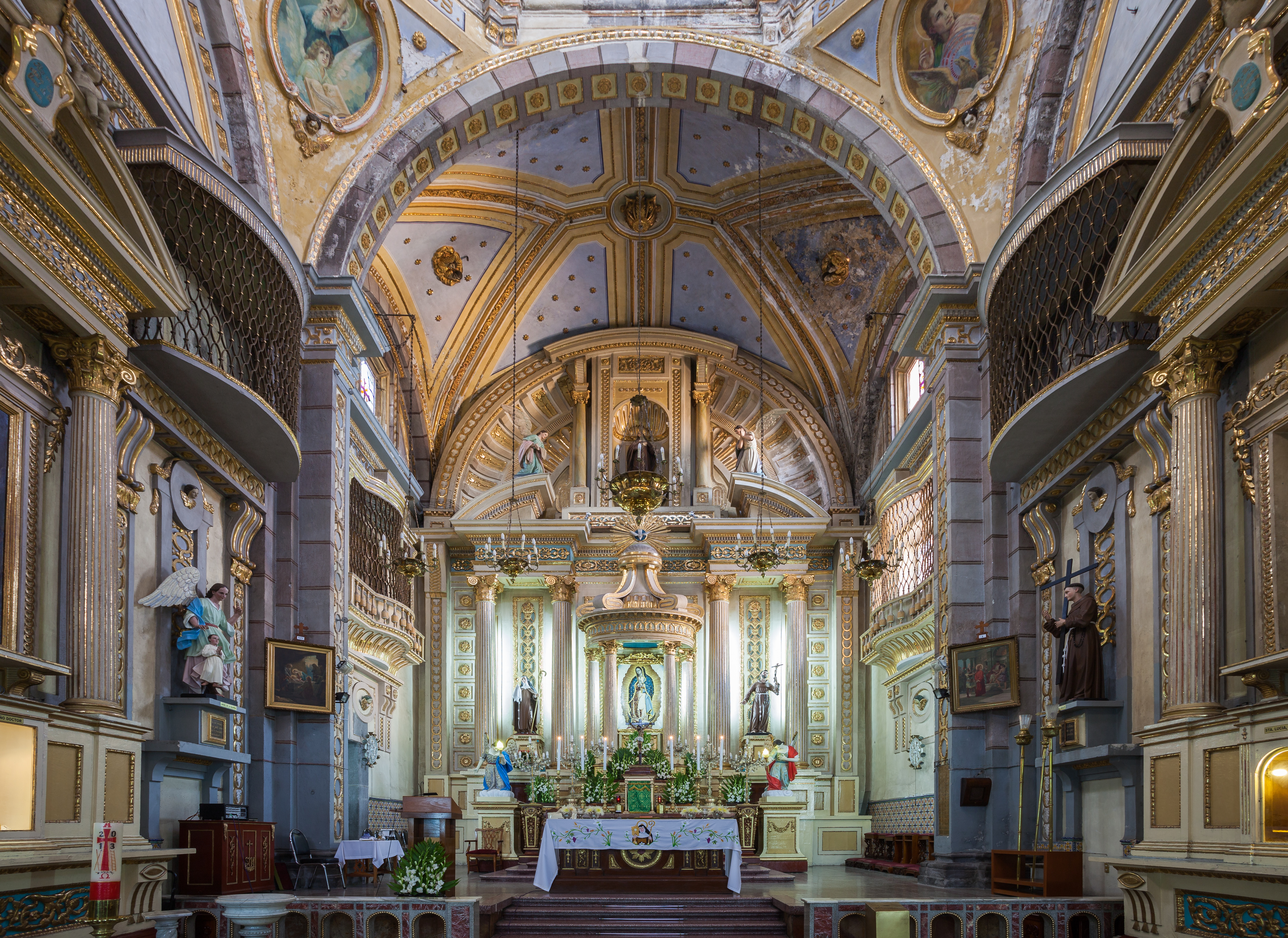
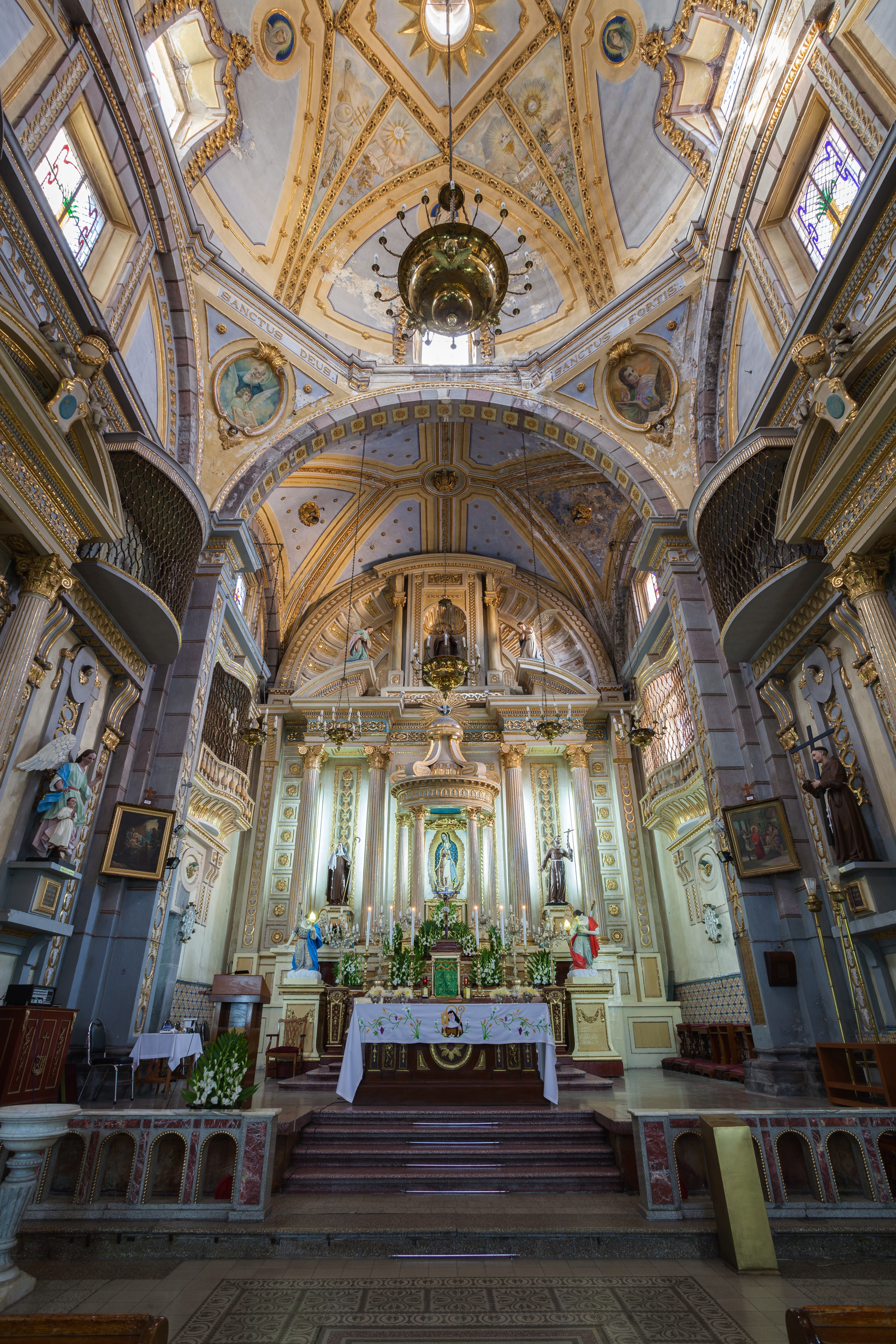
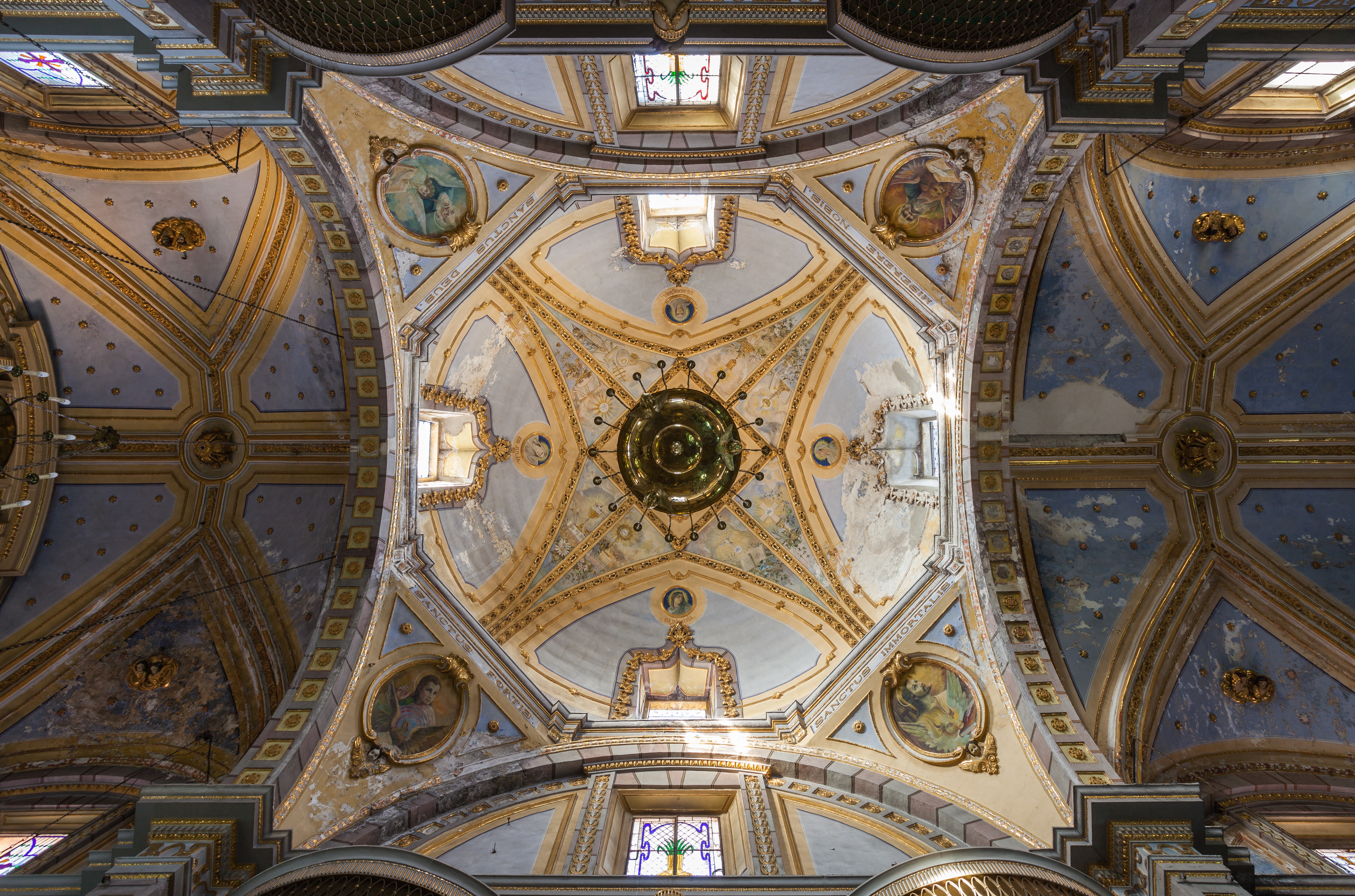
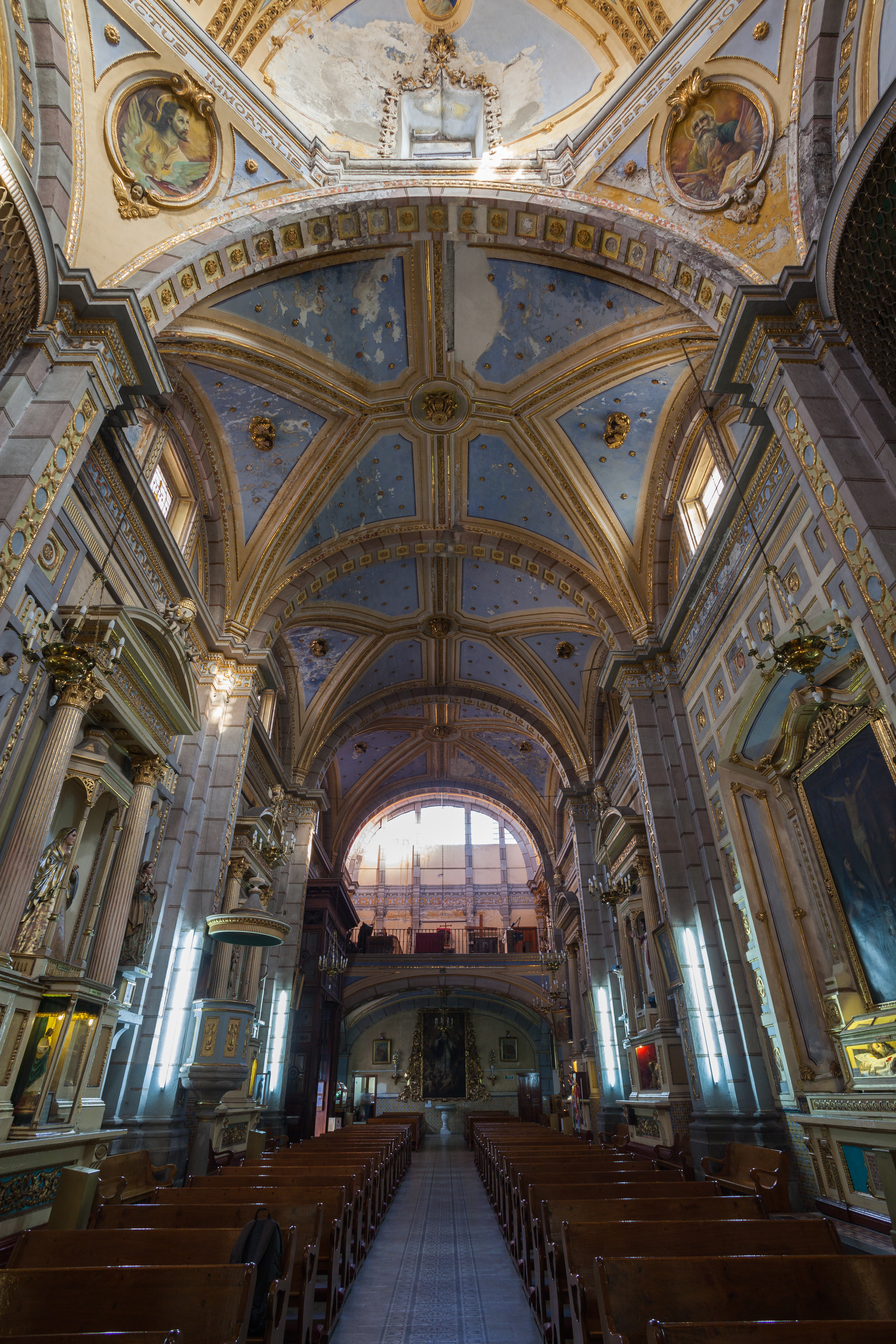